# Pošta Srbije
Javno preduzeće "Pošta Srbije" je javno poduzeće čija je osnovna djelatnost obavljanje poštanskog prometa i obavljanje poslova platnog prometa. Od ostalnih djelatnosti registrirana je na obavljanje prodaje mobilnih telefonskih uređaja, SIM kartice, uređaja za emitiranje kabelske telivizije i pružanje usluge istih, internetske usluge, itd. Sjedište joj je u Beogradu, a osnovana je 1840.

## Povijest
Početak javnog poštanskog prometa započeo je 7. lipnja 1840. otvaranjem prve pošte na Kalemegdanu u Beogradu. 1843. godine proglašena je "Organizacija poštanskog ureda" (Uredba o poštanskoj službi), prvi zakonodavni akt kojim su utvrđena osnovna načela pošte kao javne službe. U Srbiji je 1855. uveden telegrafski promet. Prvi telegram poslan je iz Kragujevca u Beograd, što je označilo početak ere srpskih telekomunikacija. Donijet je, 1866., poštanski zakon koji regulira uvođenje i upotrebu poštanskih maraka za plaćanje poštarine, kao i upotrebu poštanskih automobila za prijevoz pošiljaka i putnika. U Bernu je, 1874. godine, osnovan Svjetski poštanski savez (SPS). Srbija je bila jedna od dvadeset i dvije države koje su osnovale SPS. U Beogradu je 1883. godine instalirana prva telefonska linija i dogodio se prvi telefonski razgovor. Uveden je, 1929. godine, stroj za frankiranje poštanskih pošiljaka.
Od 1945. do 1951. trajala je obnova i izgradnja poštanske mreže i objekata nakon završetka Drugog svjetskog rata. Glavna uprava PTT prometa osnovana je 1951. godine. 1989. godine osnovano je Javno poduzeće PTT prometa "Srbija", kao javno poduzeće poštanskog, telegrafskog i telefonskog prometa sa sredstvima za rad u državnom vlasništvu. Javno je poduzeće PTT promet "Srbija" 1997. pretvoreno u holding. Kompanija za telekomunikacije "Telekom Srbija" a.d. kao samostalni poslovni subjekt. 2002. godine uvedena je usluga dostave Post Express. Certifikacijsko tijelo Pošte postalo je 2008. prvo službeno certifikacijsko tijelo u Srbiji koje je izdalo kvalificirane elektroničke certifikate. 2009. godine uvedena je usluga EMS (Express Mail Service) za slanje brze pošte u inozemstvo. Pošta Srbije postala je 2010. prva poštanska uprava u jugoistočnoj Europi koja je uvela poslovno-informacijski sustav za upravljanje resursima tvrtke - SAP. 2010. uspostavljen je informacijsko-komunikacijske mreže "PostNET" u svim poslovnim objektima i razvoj tehnološkog informacijskog sustava PostTIS. 2010. poštanski poštanski broj "PAK Pošte Srbije" uključen je u Univerzalnu bazu podataka poštanskih brojeva Svjetske poštanske unije. 2011. godine je Uvedena usluga Post-izvoz - izvoz robe, kao poticaj poduzetnicima za izvoz robe u komercijalne svrhe po pristupačnim cijenama. 2012. je završena je rekonstrukcija Regionalnog poštansko-logističkog centra "Niš" na 4.500 četvornih metara uredskog prostora. 2013. godine izgrađen je i adaptiran Regionalni poštanski i logistički centar "Novi Sad" s 4.500 četvornih metara modernog uredskog prostora koji pruža nove logističke usluge. 2013. godine je integracija dviju poslovnih jedinica "PTT KDS" i "PTT NET" u jedinstveni poslovni sustav "Pošta NET". Krajem 2014. i početkom 2015. počeo je s radom Regionalni poštansko-logistički centar "Beograd" od 28.000 četvornih metara moderno opremljenog poslovnog, skladišnog i prerađivačkog prostora. Započelo je testno razdoblje automatskog razvrstavanja poštanskih pošiljaka. 2015. godine je sustav za automatsko sortiranje pošiljaka povezan s jedinstvenim tehnološko-informacijskim sustavom PostTIS, u kojem su umrežene sve jedinice poštanske mreže. Pušten je u rad Automatizirani sustav za sortiranje pošiljaka, koji omogućuje višu razinu kvalitete usluge i pruža uvjete za nove logističke usluge. Pošta Srbije 2016. godine započela je pružanje usluge mjenjačnice, što je građanima dalo mogućnost kupnje i prodaje efektivnog stranog novca u ovlaštenim poštanskim uredima širom Srbije, po povoljnom tečaju i bez provizije. 2017. godine
na Google Play Trgovini instalirana je mobilna Android aplikacija „Pošta Srbije“, čijim besplatnim preuzimanjem korisnici dobivaju mogućnost pozivanja kurira, praćenja stanja pošiljki i informiranja o cijenama i najbližim poštama. 2018. godine Pošta je u suradnji s poštanskim upravama u regiji započela s pružanjem usluge PostPak - međunarodnog otkupnog paketa, koji omogućava jednostavnu, brzu i sigurnu distribuciju robe po pristupačnim cijenama i naplatu otkupnog iznosa od primatelja. U cilju bolje interakcije s korisnicima i poboljšanja korporativnog imidža, na društvenoj mreži Facebook otvorena je službena stranica Pošte Srbije. U 2019. godini, u sklopu projekta rekonstrukcije i izgradnje novih poštanskih logističkih centara, za potrebe PLC-a „Kragujevac“ kupljen je novi objekt površine 2.060 m2, s ciljem proširenja kapaciteta, modernizacije tehnologije i poboljšanja poštanskih i logističkih usluga.

## Vanjske poveznice
- Službena stranica  Arhivirana inačica izvorne stranice od 27. studenoga 2020. (Wayback Machine)